# Puch bei Hallein
Puch bei Hallein è un comune austriaco di 4 685 abitanti nel distretto di Hallein, nel Salisburghese.

## Monumenti e luoghi d'interesse
- Castel Puchstein
- Castel Urstein
- Castello di Sankt Jakob am Thurn